# مجلس الطبقات العامة
كانت مَجَالِس الطَّبَقَات الْعَامَّة (بالفرنسية: les assemblées des états généraux؛ ومفردها: مَجْلِس الطَّبَقَات الْعَامَّة؛ بالفرنسية: assemblée des états généraux) مجالس سياسية مكونة من ممثلي النبلاء ورجال الدين الكاثوليكي والطبقة الثالثة من مملكة فرنسا كلها، على عكس مجالس طبقاتٍ خاصةٍ (بالفرنسية: assemblées d'états particuliers)‏ التي كانت مكونة من ممثلين من منطقة أو بعض مناطق فقط. كان يستدعيهم الملك فقط في الظروف الاستثنائية. حدث أول مجلس الطبقات العامة عام 1302م وحدث آخر مجلس في فرساي من 5 مايو إلى 27 يونيو عام 1789م عندما تحول المجلس إلى جمعية وطنية. لم تجتمع الطبقات العامة منذ سنة 1614م.

## قائمة مجالس الطبقات العامة
- مجلس الطبقات العامة 1302
- مجلس الطبقات العامة 1308
- مجلس الطبقات العامة 1312
- مجلس الطبقات العامة 1314
- مجلس الطبقات العامة 1317
- مجلس الطبقات العامة 1355
- مجلس الطبقات العامة 1356
- مجلس الطبقات العامة 1357
- مجلس الطبقات العامة 1363
- مجلس الطبقات العامة 1420
- مجلس الطبقات العامة 1439
- مجلس الطبقات العامة 1468
- مجلس الطبقات العامة 1484
- مجلس الطبقات العامة 1560
- مجلس الطبقات العامة 1576
- مجلس الطبقات العامة 1588
- مجلس الطبقات العامة 1593
- مجلس الطبقات العامة 1614
- مجلس الطبقات العامة 1789